# 13689 Succi
13689 Succi eller 1997 RO7 är en asteroid i huvudbältet som upptäcktes den 9 september 1997 av den italienska astronomen Valter Giuliani vid Sormano-observatoriet. Den är uppkallad efter den italienske fysikern Carlo Succi.
Asteroiden har en diameter på ungefär 9 kilometer och den tillhör asteroidgruppen Veritas.